# Josef Holub (Biologe)
Josef Ludwig Holub (* 5. Februar 1930 in Mladá Boleslav, Tschechoslowakei; † 23. Juli 1999 nahe Mladá Boleslav) war ein tschechischer Botaniker. Durch Beschreibung neu entdeckter Arten und der Neuordnung der Systematik mehrerer Pflanzengruppen wirkte er an Übersichtsausgaben über die tschechische sowie europäische Flora mit. Sein offizielles botanisches Autorenkürzel lautet „Holub“.

## Leben
Josef Holub studierte an der Karls-Universität Prag und lehrte dort nach seinem Abschluss 1953 im Fach Botanik.
Er war einer der Gründer des Botanischen Instituts Tschechiens, in welchem er lange Zeit gearbeitet hat. Er wirkte bei der Schaffung der Abteilung Biosystematik und der Gründung der vom Institut herausgegebenen Zeitschrift Folia Geobotanica & Phytotaxonomica mit.
Josef Holub wurde 1991 Präsident der Tschechischen Botanischen Gesellschaft, nachdem er bereits 1990 Herausgeber der Zeitschrift („Preslia“) dieser Gesellschaft geworden war.
Der Wissenschaftler begab sich bis zu seinem Tod auf Exkursionen in zahlreiche Länder, vornehmlich jedoch in Mitteleuropa.

## Werk
Josef Holub betätigte sich wissenschaftlich vor allem in den Bereichen Taxonomie und Nomenklatur von Gefäßpflanzen.
Er war mit verschiedenen Methoden vertraut; seine Arbeiten sind jedoch von der pflanzensoziologischen Methode geprägt, worüber insbesondere seine Beiträge zur Vegetationskartierung Tschechiens und der Slowakei Aufschluss geben. 
Ein Beispiel für eine Ordnung, die der Biologe maßgeblich beeinflusste, sind die Bärlappgewächse (Lycopodiales). Zu seinen Leistungen zählt überdies die Erarbeitung einer Klassifikation für die Schachtelhalmgewächse (Equisetaceae). Weitere Gattungen, über die Holub umfangreiche Studien anfertigte, sind Wurmfarne (Dryopteris), Lastraea und Thelypteris. Zuletzt arbeitete er hauptsächlich zu den Gattungen Rubus und Weißdorn (Crataegus).
Josef Holub war einer der Hauptautoren der Flora Tschechiens und der Flora der Slowakei.
Eines der Verdienste Holubs war es, eine der ersten Studien über bedrohte Arten Tschechiens und der Slowakei erstellt zu haben. Seine Beiträge führten zur ersten Ausgabe Roter Listen für diese beiden Länder.

## Ehrungen
Nach Holub benannt wurden die Pflanzengattungen Holubogentia Á.Löve & D.Löve aus der Familie der Enziangewächse (Gentianaceae) und Neoholubia Tzvelev aus der Familie der Süßgräser (Poaceae).